# Endobrachyœsophage
Pour les articles homonymes, voir EBO.
 Mise en garde médicale
L’endobrachyœsophage (EBO), ou œsophage de Barrett, est une anomalie anatomique consistant en l'apparition d'une métaplasie dans le bas œsophage, qui se traduit par le remplacement progressif du tissu œsophagien normal (muqueuse malpighienne) par un tissu anormal de type muqueuse glandulaire de type intestinal. C'est souvent une complication du reflux gastro-œsophagien. 

## Historique
Il a été décrit pour la première fois en 1957 par Norman Rupert Barrett.

## Mécanisme
Il est encore mal compris. L'endobrachyœsophage pourrait être induit par des reflux de liquides gastriques acides de façon chronique qui agressent le bas-œsophage (œsophagite peptique) et peut-être parfois aussi un reflux duodéno-gastrique. Ces reflux détruiraient l'épithélium (couche cellulaire de surface) œsophagien, permettant à la métaplasie intestinale de s'installer. Ce mécanisme semble être confirmé par un modèle expérimental chez le chien.
La longueur de l’EBO ne varie pas selon l’âge, ce qui laisse penser qu'il s'agit d'une lésion se développant d’un seul tenant, avant d'être définitivement limitée (hors phénomène postérieur de cancérisation).

## Épidémiologie
La prévalence de l'EBO a été peu étudiée et les taux cités varient selon les sources et les capacités de diagnostic affinés.
De 1 à 6 % des sujets faisant une endoscopie haute ont un EBO. Ce pourcentage peut atteindre près de 15 % chez les patients présentant des symptômes de reflux gastro-œsophagien. De 0,5 à 4 % des patients symptomatiques des séries endoscopiques sont touchés. Le taux en est cependant 21 fois plus élevé dans les séries autopsiques.
Les hommes sont deux à trois fois plus touchés que les femmes, avec un pic de détection vers la soixantaine.
L'obésité est un facteur de risque, de même que l'ingestion d'une nourriture trop liquide et/ou trop sucrée. La position allongée et la présence d'une hernie hiatale (passage d'une partie de l'estomac dans le thorax) sont d'autres facteurs de risque, de même que l'abus d'excitants (café, thé, alcool et tabac) et/ou un usage de tranquillisants.
Il n'existe pas de facteur de risque héréditaire clairement démontré.
Une infection à Helicobacter pylori pourrait être relativement protectrice vis-à-vis de la formation d'un endobrachyœsophage.

## Diagnostic

Image endoscopique de l'œsophage de Barrett, qui est la zone de la muqueuse rouge.

Le diagnostic se fait par endoscopie, suivie d'une confirmation par analyse microscopique d'un échantillon prélevé (biopsie) au niveau de la lésion.
L'endoscopie permet de visualiser l'élévation anormale de la jonction entre tissus de l'estomac et tissus œsophagien, ces deux derniers ayant une coloration différente. Cet examen doit être fait idéalement en dehors d'une poussée d'œsophagite, cette dernière pouvant masquer l'aspect d'endobrachyœsophage.
Une longueur de plus de 3 cm de muqueuse intestinale présente au-dessus ou au niveau de la jonction œsogastrique était autrefois jugée nécessaire pour poser le diagnostic, mais on l'admet aujourd'hui pour des EBO plus courts, s'ils sont visibles en endoscopie et pour des segments de quelques millimètres si le diagnostic est posé par biopsie, même sans anomalie endoscopique, car ces formes présenteraient le même risque évolutif.
La biopsie retrouve la présence de cellules intestinales. Ce critère n'est, cependant, pas exigé par tous, en particulier en Grande-Bretagne si l'endoscopie permet de bien visualiser l'anomalie. La présence de ces cellules, même en l'absence d'anomalie visuelle à l'endoscopie, n'est pas rare : elles sont retrouvées au niveau de la jonction gastro-œsophagienne dans près d'un cinquième des biopsies systématiques faite en cas de reflux gastro-œsophagien. Il ne semble pas y avoir, dans ces cas, de risque augmenté de cancérisation et une surveillance systématique n'est pas habituellement proposée. D'un autre côté, l'absence de ces cellules peut vouloir simplement dire que les biopsies sont passées à côté des lésions de métaplasie.
Une hernie hiatale est fréquemment associée (80 % des cas).

## Conséquences
Avec le temps, l'œsophage peut se rétrécir dans sa partie basse et se dilater dans sa partie haute.
L'EBO peut dégénérer en lésions dysplasiques, facteur de risque de cancer de l'œsophage (cancer en augmentation depuis la fin du XXe siècle) et probablement de cancer du cardia, tumeur maligne également en augmentation.
Cette évolution vers le cancer survient chez 10 à 15 % des patients avec une incidence de 1⁄50 à 1⁄170 cas par année de surveillance endoscopique, mais cette incidence est probablement sous-estimée, car la prévalence de l’EBO est elle-même sous-estimée et parce que certains adénocarcinomes sur EBO sont aujourd'hui confondus avec des adénocarcinomes du cardia. Le risque est également corrélé avec le degré de dysplasie.
Une bonne hygiène de vie (l'obésité étant un facteur de risque) est souhaitable. Le suivi des personnes à risques par endoscopie régulière avec biopsies, se fait avec des périodicités différentes suivant la présence ou non de dysplasie et l'habitude locale. En l'absence de dysplasie sur l'examen initial, l'intérêt d'une fibroscopie systématique de surveillance est discuté.

## Traitement
Plusieurs sociétés savantes ont publié des recommandations sur la prise en charge (diagnostic, surveillance et traitement) de l'endobrachyœsophage. Parmi les plus récentes sont celles par l'American Society for Gastrointestinal Endoscopy en 2006, par le British Society of Gastroenterology en 2006 et par l'American College of Gastroenterology en 2008.
Si l'EBO évolue vers un cancer, il est traité comme tel. Le problème essentiel concerne les cas où la dysplasie est importante, mais sans cancer retrouvé lors de l'examen. Le risque d'évolution est alors important. Il existe alors trois stratégies thérapeutiques : l'ablation chirurgicale d'une partie de l'œsophage, geste lourd et invalidant, une simple surveillance endoscopique rapprochée ou un traitement local par endoscopie. Ce dernier consiste à détruire superficiellement la muqueuse œsophagienne, par un moyen ou un autre, la cicatrisation entraînant la disparition des lésions dysplasiques. Les résultats semblent assez prometteurs,.
La prise de médicaments antiacides devrait logiquement diminuer le risque de dysplasie mais cela n'a pas été prouvé de façon convaincante. De même, la chirurgie du reflux gastro-œsophagien n'a pas prouvé d'efficacité pour la prévention d'une cancérisation.